# ناتالیا پودولسکایا
ناتالیا پودولسکایا (به انگلیسی: Natalia Podolskaya) (زاده ۲۰ می ۱۹۸۲) خواننده روس است.
او در مسابقه آواز یوروویژن ۲۰۰۵ نماینده روسیه بود.